# 黄石港
黄石港，位于中国湖北省黄石市，位于长江中游，上距武汉143公里，为中国内河主要港口之一。2007年货物吞吐量759.27万吨，集装箱吞吐量17549TEU；2010年，黄石港港口吞吐量达1605万吨。黄石港岸线总长14.62公里，其中港口占用岸线5833米。黄石港拥有码头40座，共61个泊位。

## 客运情况
黄石港有一座客运站。